# اوربانو راتاتزی
اوربانو راتاتزی (انگلیسی: Urbano Rattazzi؛ ۲۰ ژوئن ۱۸۰۸ – ۵ ژوئن ۱۸۷۳) یک سیاست‌مدار اهل پادشاهی ایتالیا بود.